# Verwaltungsgliederung im Königreich Dänemark
Die Verwaltungsgliederung im Königreich Dänemark umfasst die drei Länder Dänemark, die Färöer und Grönland. Die staatsrechtliche Einheit von Mutterland und ehemaligen Besitzungen wird als „Reichsgemeinschaft“ (dänisch rigsfællesskabet) bezeichnet.

## Dänemark
Die Verwaltungsgliederung Dänemarks umfasst seit dem 1. Januar 2007 fünf Regionen die in 98 Kommunen untergliedert sind.

## Färöer
Die Verwaltungsgliederung der Färöer umfasst seit dem 1. Januar 2017 29 Kommunen.

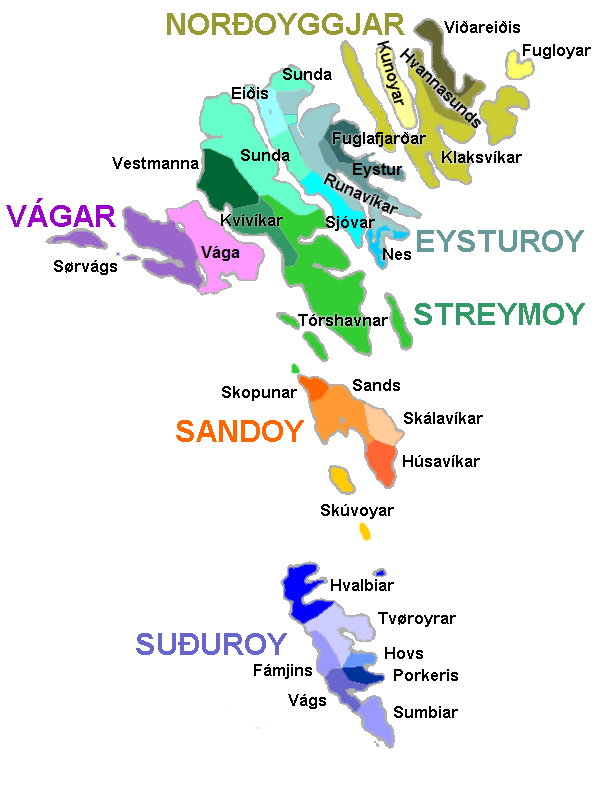
Kommunen auf den Färöern seit dem 1. Januar 2017

## Grönland
Die Verwaltungsgliederung Grönlands umfasst seit 2018 fünf Kommunen die in 18 Distrikte untergliedert sind. Dazu kommen zwei gemeindefreie Gebiete.

Kommunen und Distrikte Grönlands seit 2018